# Seznam vojaških kratic na O
To je seznam vojaških kratic, ki se prično s črko O.

## Seznam
- Obm je slovenska vojaška kratica, ki označuje Območni.
- OBV
- OCU
- ODSD je slovenska vojaška kratica, ki označuje Odred za specialno delovanje.
- OFK
- OHI je slovenska vojaška kratica, ki označuje Odred za hitro intervencijo.
- OKB je slovenska vojaška kratica, ki označuje Oklepni bataljon.
- OKH (nemško Oberkommando der Heeres) je kratica, ki označuje Vrhovno poveljstvo kopenske vojske.
- OKKM (nemško Oberkommando der Kriegsmarine) je kratica, ki označuje Vrhovno poveljstvo vojne mornarice.
- OKME je slovenska vojaška kratica, ki označuje Oklepno-mehanizirane enote.
- OKW (nemško Oberkommando der Wehrmacht) je kratica, ki označuje Vrhovno poveljstvo oboroženih sil.
- OKL (nemško Oberkommando der Luftwaffe) je kratica, ki označuje Vrhovno poveljstvo vojnega letalstva.
- OME - glej OKME.
- OP:

- (angleško Operation) - operacija
- (angleško Observation post) - opazovalna postaja.

- OP/INT (angleško Operational Intelligence) označuje Operativna obveščevalna dejavnost.
- OPP je slovenska vojaška kratica, ki označuje Operativno poveljstvo.
- OPSV je slovenska vojaška kratica, ki označuje Območno poveljstvo Slovenske vojske.

- OŠTO je slovenska vojaška kratica, ki označuje Območni štab Teritorialne obrambe.
- OT je slovenska vojaška kratica, ki označuje Oklepni transporter.
- OTH-B (angleško Over The Horizon Backscatter) je kratica, ki označuje Radarje za nadzor prek obzorja.
- OVSE je slovenska vojaška kratica, ki označuje Organizacija za varnost in sodelovanje v Evropi.
- OVTP je slovenska vojaška kratica, ki označuje Območno vojaško teritorialno poveljstvo.